# My Band
«My Band» — перший сингл з другого студійного альбому американського гурту D12 D12 World, який було видано 6 квітня 2004 р. Композиція стала найуспішнішим синглом за всю кар'єру колективу, посівши 1-шу сходинку в чартах синглів Австралії, Нової Зеландії й Норвегії та 6-те місце в США.

## Зміст
У пісні висміюється точка зору про те, що Eminem є головним учасником гурту. У приспіві виконавець говорить, що жінки слухають колектив лише через те, що він входить до його складу, не знаючи навіть назви колективу.
У першому куплеті Емінем говорить про свою популярність. Він згадує про зустріч з фанами за кулісами та випадок, коли Kuniva намагався напасти на нього через його заяву про те, що Джессіка Альба стане його майбутньою дружиною.
У п'ятому куплеті Bizarre звинувачує ЗМІ у поширенні вищезгаданої думки, яку він вважає нісенітницею. Виконавець погрожує покинути гурт, зайнятися сольною кар'єрою та сформувати колектив з The Real Roxanne. Репер також заявляє, що він — найпопулярніший член D12.
Наприкінці треку Емінем співає з іспанським акцентом, «рекламуючи» свій новий вигаданий сингл «My Salsa» (пародія на окремок співачки Келіс «Milkshake»). Пісня раптово завершується фразою виконавця «Куди всі поділися?» (англ. «Where did everybody go?»).

## Відеокліп
На початку відео охоронець не пропускає учасників гурту до гримерної Емінема, оскільки останньому там роблять масаж. Це сцена схожа за змістом зі скітом «Dude» з платівки D12 World. Під час свого куплету Bizarre займається вправами на біговій доріжці (натяк на відеокліп 50 Cent «In da Club»), разом з карликом пародіює мічиганця Кіда Рока. У відео також присутні кадри, на яких репера можна побачити на задньому плані кліпів Емінема «Lose Yourself» та «Superman».
Усі учасники групи виступають на сцені, одягнуті як Backstreet Boys. Bizarre та Eminem відтворюють інцидент, який трапився під час перерви Супер Боул XXXVIII, коли Джастін Тімберлейк ненавмисно оголив праву грудь Джанет Джексон.
Режисер: Філліп Дж. Атвелл. Співрежисер: Емінем. У 2004 р. кліп був кандидатом на отримання нагород MTV Video Music Awards у категоріях «Відео року», «Найкраще відео гурту» та «Найкраще реп-відео», проте кліп не став переможцем у жодній з номінацій. Під час виконання композиції на церемонії нагородження MTV Movie Awards 2004 р. Емінем показав глядачам свою дупу. Кадри з нею вирізали з телеверсії і натомість вставили матеріал, відзнятий з іншого ракурсу.

## Список пісень
Британський CD-сингл № 1
| #  | Назва     | Продюсер(и)        | Тривалість |
| -- | --------- | ------------------ | ---------- |
| 1. | «My Band» | Eminem, Луїс Ресто | 4:58       |
| 2. | «B.N.U.»  | Eminem             | 4:43       |

Британський CD-сингл № 2
| #  | Назва                    | Тривалість |
| -- | ------------------------ | ---------- |
| 1. | «My Band»                | 4:58       |
| 2. | «B.N.U.»                 | 4:43       |
| 3. | «My Band (Instrumental)» | 4:58       |
| 4. | «My Band (Video)»        | 4:58       |

## Чартові позиції
| Чарт (2004–2005)                    | Найвища позиція |
| ----------------------------------- | --------------- |
| Австралія                           | 1               |
| Австрія                             | 4               |
| Валлонія                            | 15              |
| Велика Британія                     | 2               |
| Данія                               | 3               |
| Європа                              | 2               |
| Ірландія                            | 2               |
| Італія                              | 12              |
| Канада                              | 3               |
| Нідерланди                          | 2               |
| Німеччина                           | 2               |
| Нова Зеландія                       | 1               |
| Норвегія                            | 1               |
| Румунія                             | 10              |
| США                                 | 6               |
| US Billboard Hot Rap Songs          | 7               |
| US Billboard Hot R&B/Hip-Hop Songs  | 26              |
| US Billboard Rhythmic Airplay Chart | 1               |
| US Billboard Top 40 Mainstream      | 3               |
| Фінляндія                           | 16              |
| Фландрія                            | 9               |
| Франція                             | 23              |
| Швейцарія                           | 3               |
| Швеція                              | 9               |